# Serra da Farofa
A serra da Farofa é uma serra localizada no planalto catarinense, fazendo limites entre os municípios de Painel, Rio Rufino e Bocaina do Sul. Tem uma altitude máxima de 1733 m e, até os Andes, é a última elevação em sentido W com mais de 1700 m. E o ponto culminante dos três municípios acima, embora praticamente desconhecido pelos seus habitantes e não divulgado pelo poder publico. A serra da Farofa, tem três cumes, sendo desde E, o Farofa E, 1733 m, depois Farofa Central com igual altitude e mais a W, o Farofa W, com 1713 m.
A serra da Farofa com reduzida área em seus picos, como uma aresta abrupta (toda a face norte), é frequentemente palco de um fenômeno climático muito raro no Brasil, quando fortes ondas de frio impregnam a vegetação arbustiva com flocos que lembram nevascas. É o fenômeno meteorológico chamado sincelo, cujo termo auto-explicativo mais adequado seria nevoeiro congelado.

Entre a serra da Farofa e a grande área do morro do Campo Novo, das Torres ou Urupema, com mesma altitude, nasce o rio Caveiras, importante afluente do rio Pelotas e que abastece a principal cidade serrana de Santa Catarina, Lages, visível a W-SW das duas elevações a cerca de 50 km.